# Department S (Band)
Department S ist eine britische New-Wave-Band.

## Bandgeschichte
Die Gruppe ging 1980 aus der Ska-Punk-Band Guns for Hire hervor. Diese bestand aus Vaughan Toulouse (Sänger), Mike Herbage (Gitarre), Tony Lordan (Bass), Eddie Roxy (Keyboards) und Stuart Mizan (Schlagzeug). In dieser Besetzung entstand die einzige Single ‘I’m Gonna Rough My Girlfriend’s Boyfriend Up Tonight, die über Korova Records veröffentlicht wurde. Diese benannten sich in Department S um. Ihr Name lehnt sich an die Fernsehserie Department S an. Ihren ersten Auftritt hatte die neu gegründete Band im Juli 1980 im Rock Garden von London. 1981 kamen Mark Taylor (Keyboard) und John Hasler (Schlagzeug) in die Band.
Die Debütsingle Is Vic there? erschien 1980 und erreichte Platz 22 in den britischen Hitlisten. Die Single wurde von Buffin und Overend Watts produziert, die zu Mott the Hoople gehörten. Auf der B-Seite Solid Gold Easy Action sind Bananarama zu hören. Eine Bearbeitung des Songs, mit deutschem Text und weniger gitarrenorientiert, sondern elektroniklastiger, der in Deutschland zum Underground Hit wurde, ist der Titel Kaltes klares Wasser der deutschen Band Malaria aus dem Jahr 1981.
Department S veröffentlichten 1981 eine weitere Single namens Going Left Right, die Platz 55 erreichte.
Anschließend erschien die Single I Want. Letztlich blieb die Band hinter den Erwartungen zurück und die Band verlor ihren Plattenvertrag bei Stiff Records. Ein Album namens Sub-Stance war bereits eingespielt worden, wurde aber auf Eis gelegt. Die Aufnahmen wurden erst 1993 auf der Kompilation Is Vic There? von Mau Mau Records der Öffentlichkeit zugänglich gemacht. 2002 erschien Sub-Stance schließlich über LTM. Neben den zwölf Liedern des Albums enthielt es auch Live-Bonustracks und B-Seiten enthielt.
Der Sänger Vaughan Toulouse verstarb 1991 an den Folgen einer HIV-Erkrankung.

## Reunion
Im Sommer 2007 kam die Band für eine Coverversion des Alvin-Stardust-Songs My Coo-Ca-Choo zusammen. Daran beteiligten sich auch Mark Bedford von Madness, Terry Edwards sowie Michelle Brigandag. Den Gesang übernahm Eddie Roxy. Seitdem ist die Band wieder aktiv. Die Band spielte unter anderem auf dem Rebellion Festival.
2009 erschien die Extended Play Wonderful Day sowie das selbstproduzierte Album Mr Nutley’s Strange Delusionarium, das vor allem alte Songs in neuer Besetzung enthielt.
Im April 2014 trat Pete Jones (Public Image Ltd., Cowboys International und Brian Brain) der Band als Bassist bei. Im Anschluss wechselte das Line-up und Eddie Roxy blieb als einziges Originalmitglied übrig.
Am 27. Mai 2016 erschien das erste reguläre Studioalbum When All Is Said and All Is Done gefolgt von der Kompilation 45 Revolutions: Singles 1980-2017, das alle Single-Tracks ihrer bisherigen Karriere zusammenstellt.

## Diskografie

### Studioalben
- 2011: Mr Nutley’s Strange Delusionarium (Sartorial Records)
- 2016: When All Is Said and All Is Done (Westworld Recordings)

### Kompilationen
- 1993: Is Vic There? (Mau Mau Records)
- 2002: Sub-Stance (LTM)
- 2017: 45 Revolutions: Singles 1980–2017 (Westworld Recordings)

### Singles
- 1980: Is Vic There? (Demon Records)
- 1981: Going Left Right (Stiff Records)
- 1981: I Want (Stiff Records)
- 2007: My Coo Ca Choo (Sartorial Records)
- 2009: Wonderful Day EP (Sartorial Records)
- 2011: God Squad Saviour (Sartorial Records)
- 2015: On My Own (Again) (JAM UK)
- 2016: When All Is Said and All Is Done (Westworld Recordings)
- 2017: I Believe (Westworld Recordings)